# Бразильский вариант португальского языка
Брази́льский вариа́нт португа́льского языка́, португа́льский язык Брази́лии (порт. português do Brasil) или брази́льский португа́льский (português brasileiro) — языковой вариант португальского языка, использующийся в Бразилии.
Различия между европейской формой и другими диалектами/языковыми вариантами португальского языка (европейский, африканский, азиатский) разными учёными оцениваются по-разному[как?]. В целом они невелики, хотя заметны на всех уровнях варианта, особенно в фонетическом плане. С середины XX века бразильский вариант становится преобладающим в мировой португалистике и большинство крупнотиражных научных изданий на португальском языке ориентируется именно на него, в том числе в самой Португалии. Лиссабонский вариант тем не менее сохраняется на территории самой Португалии, а также в разной степени на территории бывших колоний в Африке и Азии. Подобная ситуация во многом обусловлена демографией: население Бразилии уже превысило 200 млн человек, что в 20 раз больше населения Португалии (10 млн). 85 % лузофонов мира ныне проживают в Бразилии и лишь 5 % в Португалии. Отношения между бразильским и европейским вариантами во многом напоминают ситуации в испанском и английском языках: количество носителей за пределами исходной страны происхождения языка во много раз превышает население этой страны.

## История

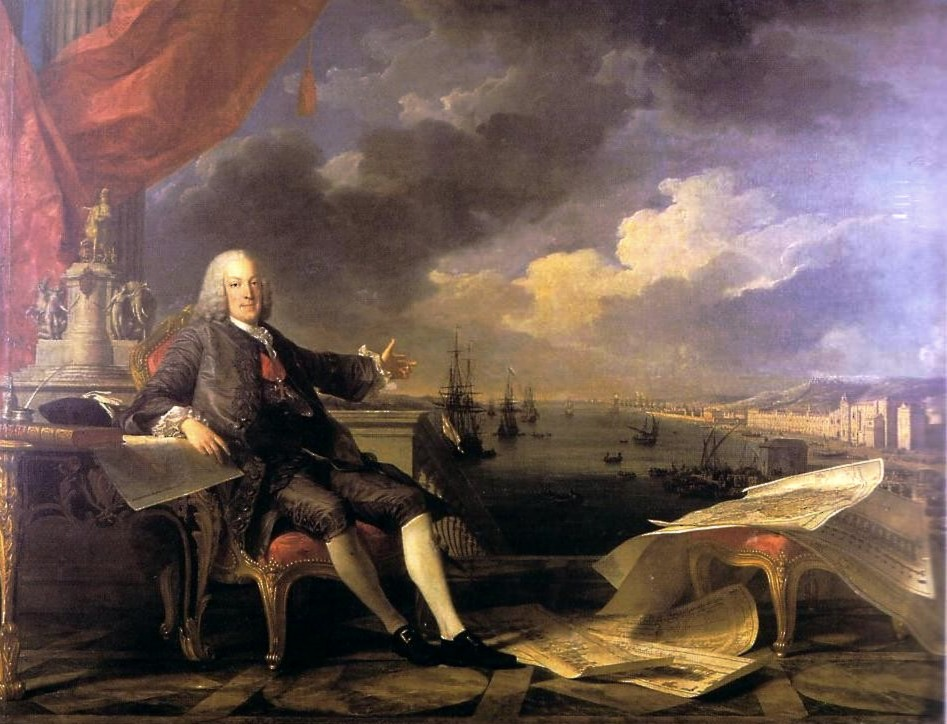
Маркиз де Помбал объявил португальский единственным официальным языком Бразилии в 1758 году

В Бразилию сам португальский язык проник после 1500 года, когда проходила португальская колонизация Южной Америки. Поначалу его позиции были крайне слабы. Первыми носителями языка были небольшие группы португальских мужчин, часто селившиеся среди индейских племён Бразилии (прежде всего тупи), с которыми они активно контактировали в сексуальном плане из-за отсутствия португальских женщин, в результате чего большинство населения, кроме португальцев, составили представители смешанной расы — парду, включающей в себя метисов, мулатов и кабоклу или мамелуку (порт. mameluco — не путать с мамлюками). По мере становления системы тропического плантационного хозяйства к ним добавилось и значительное количество негров-рабов (См. Рабство в Бразилии). Тем не менее, несмотря на своё доминирующее положение в бразильской колониальной экономике, первые бразильцы португальского происхождения, в особенности католические священнослужители, создали особую лингва франка — лингва-жерал — на основе автохтонных индейских языков тупи и активно ей пользовались на протяжении XVI—XVII веков. По мере роста смешанного населения (метисы, мулаты) и гибели основной массы индейцев от болезней, завезённых европейцами, португальский занимает лидирующую позицию. Так, к концу XVIII века он практически полностью вытеснил местные индейские и завезённые африканские языки. После революции 1822 года Бразилия обретает независимость, а вслед за этим углубляются разночтения между двумя языковыми вариантами. Так, португальский язык в Португалии продолжает своё развитие под мощным влиянием французского, испанского и английского языков. В бразильском же варианте того периода происходит некоторая консервация норм старопортугальской фонетики и лексики, активно усваиваются субстратные (индейские) и суперстратные (африканские) слои лексики.

### Заимствования из языка тупи
- jacaré — жакаре («южноамериканский аллигатор»),
- jararaca — жарарака, ботропс (ядовитая змея)
- tucano — тукану («тукан»),
- mandioca — мандиока («маниок»),
- pipoca — пипока («воздушная кукуруза»),
- abacaxi — абакаши («ананас»)

### Африканские заимствования
- quindim, acarajé, moqueca (блюда)
- cafuné («поглаживание по голове»)
- curinga («карта джокера»)
- caçula («младший ребёнок в семье»)

Более того, на начальном этапе своего распространения в Бразилии, когда 3/4 населения страны составляло цветное население, португальский язык обнаруживает явные признаки креолизации, то есть значительного упрощения грамматической структуры из-за широко распространённого просторечия, массовой неграмотности и полуграмотности.

## Различия
Современные европейский и бразильский варианты различаются главным образом фонетикой и лексикой, хотя грамматические различия также существенны. В самой Португалии сохраняются 3 диалекта. В Бразилии же различаются диалекты севера и юга. Северный диалект, более близкий языку Португалии, доминировал в XVII—XVIII веках. С конца XIX века доминирующим становится южный диалект, в особенности речь городов Сан-Паулу и Рио-де-Жанейро. Со второй половины XX века речевая норма этих двух городов усиливается СМИ. Язык, на котором говорят в Бразилии, обладает рядом черт, отличающих его от европейского португальского, которые, однако, не столь существенны, чтобы считать его отдельным языком: ou произносится как «ô», конечные -r и -l часто отпадают; сочетание lh произносится как «l’» в Португалии и как «j» в Бразилии; окончание «-s» во множественном числе существительных и глаголов часто опускается: говорят «as casa» вместо «as casas», «nós havemo» вместо «nós havemos» и даже «nós come a fruta» вместо «nós comemos a fruta».

## Диалекты

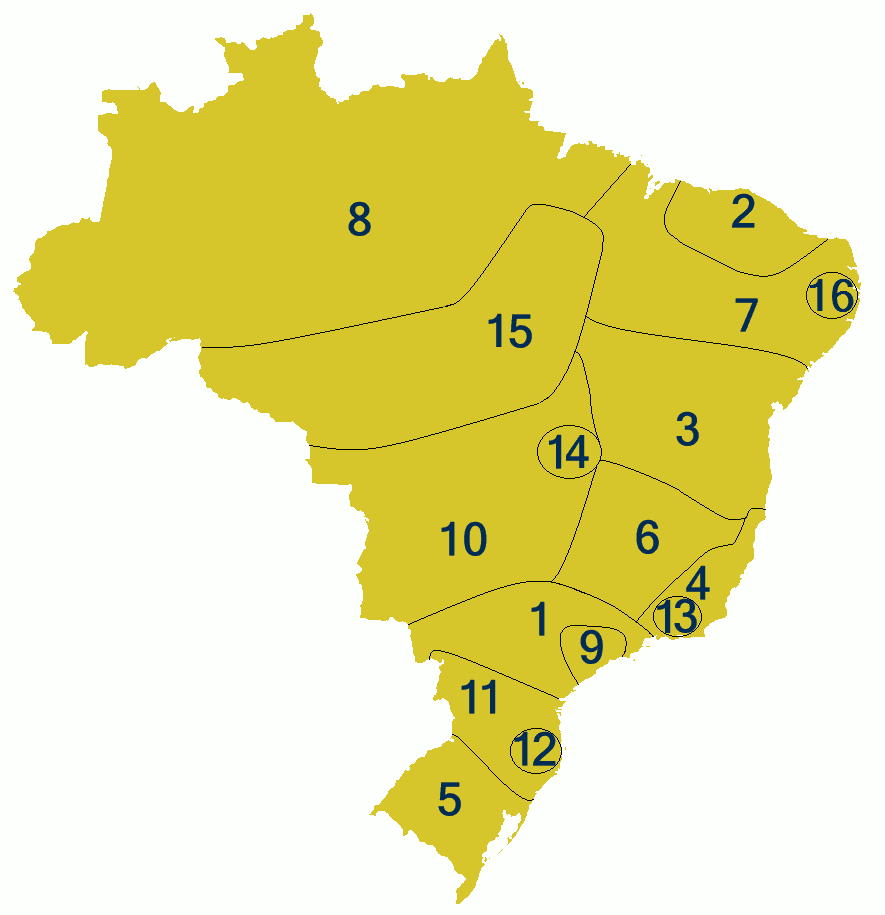
Диалекты бразильского варианта португальского языка:
1 — Кайпира
2 — Португальский северного побережья Бразилии
3 — Баияну
4 — Флуминенсе
5 — Гаушу
6 — Минейру (диалект)
7 — Нордестину
8 — Нортиста
9 — Паулистану (диалект)
10 — Сертанежу
11 — Сулиста
12 — Флорианополитан
13 — Кариока (диалект)
14 — Бразилиенсе
15 — Серра амазоника
16 — Ресифенсе

Имеются различные версии разделения бразильского варианта на диалекты. Среди противоречий, например: кариока не считается отдельным диалектом, а представляет социолингвистический вариант поддиалекта флуминенсе. Одна из версий деления представлена в статье Д. Л. Гуревича. Несмотря на то, что бразильский вариант португальского языка представляет собой национальный языковой вариант, обладая «фактически сложившейся собственной языковой нормой», отличающейся от пиренейского варианта португальского языка, всё же не имеет фиксированной кодификации. Точнее, «каждый крупный регион, имеющий свой столичный центр, обладает собственной языковой нормой, которая особенно заметно проявляется на фонетическом уровне».
По большому счёту Бразилия делится на две большие диалектные зоны — север и юг. В свою очередь северная и южная диалектные зоны делятся на поддиалекты. Ниже представлено деление согласно данным Д. Л. Гуревича, основанным на исследованиях бразильских специалистов:
- Северный диалект
  - амазонский (amazônico) — штат Амазонас с соседними северо-западными штатами (Рорайма, Пара, Амапа, Мату-Гросу, Рондония, Акри). Распространение частично совпадает с границами Северного региона Бразилии, поскольку включает Мату-Гросу, но исключает штат Токантинс с поддиалектом сертанежу (sertanejo))
  - северо-восточный (nordestino) — севернее штата Баия: Мараньян, Пиауи, Сеара, Параиба, Риу-Гранди-ду-Норти
  - баиянский или баияну (baiano) — штат Баия и соседние штаты Пернамбуку, Алагоас и Сержипи
- Южный диалект
  - минейру (mineiro) — штаты Минас-Жерайс и Гояс
  - флуминенсе (fluminense) — штаты Рио-де-Жанейро и Эспириту-Санту
  - сулиста (sulista, от sul — юг) распространён в самых южных штатах: Санта-Катарина, Парана и Риу-Гранди-ду-Сул. Совпадает с границами Южного региона страны.

Гуревич обозначает условную границу между северной и южной диалектной зонами согласно данным Каштилью (Castilho A. T.) — она проходит между штатами Баия и Минас-Жерайс на востоке и по южной части штата Мату-Гроссу на западе. Особняком стоят большие города Сан-Паулу (paulistano паулистану), Рио-де-Жанейро, Бразилиа (brasiliense бразилиенсе) и другие, речь жителей которых «отражает особенности как северного, так и южного диалектов, что связано с большой миграцией сельского населения в города в течение всего XX века. Мегаполисы выступили как плавильные тигли, в которых типичные диалектные особенности нивелировались. 
Гуревич завершил статью словами: «При этом единой кодифицированной произносительной нормы для Бразилии не существует в силу имеющегося социально-экономического и языкового полицентризма. Делавшиеся на протяжении XX века попытки признать речь образованной части населения города Рио-де-Жанейро образцовой, могущей лечь в основу общенациональной произносительной нормы, успехом не увенчались. В настоящее время в Бразилии существует несколько крупных городских центров (Сан-Паулу, Рио-де-Жанейро, Салвадор, Белу-Оризонти, Порту-Алегри, Бразилиа и другие), жители которых, обладающие высоким образовательным уровнем, являются, в принципе, носителями региональной нормы».

## Реформа орфографии
С 1 января 2009 года на территории Бразилии официально вступило в силу соглашение о реформе орфографии, подписанное в Лиссабоне 16 декабря 1990 года представителями Португалии, Бразилии, Анголы, Мозамбика, Гвинеи-Бисау, Кабо-Верде и Сан-Томе и Принсипи.
| Орфография pt-pt | Орфография pt-br | Пореформенная орфография |
| --- | --- | --- |
| De facto, o português é actualmente a terceira língua europeia mais falada do mundo.                                                 | De fato, o português é atualmente a terceira língua européia mais falada do mundo.                                                  | De facto/fato, o português é atualmente a terceira língua europeia mais falada do mundo.                                            |
| Não é preciso ser génio para saber que o aspecto económico pesa muito na projecção internacional de qualquer língua.                 | Não é preciso ser gênio para saber que o aspecto econômico pesa muito na projeção internacional de qualquer língua.                 | Não é preciso ser génio/gênio para saber que o aspecto económico/econômico pesa muito na projeção internacional de qualquer língua. |
| Não há nada melhor do que sair sem direcção, rumando para Norte ou para Sul, para passar um fim-de-semana tranquilo em pleno Agosto. | Não há nada melhor do que sair sem direção, rumando para norte ou para sul, para passar um fim de semana tranqüilo em pleno agosto. | Não há nada melhor do que sair sem direção, rumando para norte ou para sul, para passar um fim de semana tranquilo em pleno agosto. |
| Dizem que é uma sensação incrível saltar de pára-quedas pela primeira vez em pleno voo.                                              | Dizem que é uma sensação incrível saltar de pára-quedas pela primeira vez em pleno vôo.                                             | Dizem que é uma sensação incrível saltar de paraquedas pela primeira vez em pleno voo.                                              |